# William Henry Keeler
William Henry Keeler (San Antonio, Texas, 4 de março de 1931 – Catonsville, 23 de março de 2017) foi um cardeal estadunidense e arcebispo emérito de Baltimore, Maryland, de 1989 a 2007 e foi elevado ao Colégio de Cardeais em 1994. Ele serviu anteriormente como Bispo Auxiliar e Bispo da Diocese de Harrisburg. Keeler foi presidente da Conferência dos Bispos Católicos dos Estados Unidos de 1992 a 1995.
Como arcebispo de Baltimore, Keeler liderou a restauração da Basílica do Santuário Nacional da Assunção da Bem-Aventurada Virgem Maria, uma das duas catedrais da arquidiocese e a mais antiga dos Estados Unidos, que foi totalmente reformada e restaurada ao seu estado original aparição em 2006. Keeler também foi reconhecido por formar fortes relacionamentos com pessoas de outros grupos religiosos, particularmente aqueles de fé judaica e protestante. Ele também foi conhecido por sua resposta à crise dos abusos sexuais na Igreja Católica, optando por publicar os nomes de 57 padres que haviam sido "acusados com credibilidade de abuso infantil" em 2002. Em 2018, porém, foi dito que ele não havia agido contra padres acusados de conduta inadequada, prejudicando significativamente sua reputação.